# Saison 1967-1968 de la LAH
Saison précédente Saison suivante
La saison 1967-1968 de la Ligue américaine de hockey est la 32e saison de la ligue. Huit équipes jouent chacune 72 matchs en saison régulière. Les Americans de Rochester remportent la coupe Calder pour la troisième fois en quatre ans.
Un nouveau trophée fait son apparition : le trophée Louis-A.-R.-Pieri, récompensant le meilleur entraîneur de la saison.

## Changement de franchise
- Les Hornets de Pittsburgh cessent leurs activités en raison du repêchage d'expansion de la LNH qui permet la création des Penguins de Pittsburgh.
- Les As de Québec passent de la division Est à la division Ouest.
- Les Indians de Springfield sont renommés en Kings de Springfield.

## Saison régulière

### Classement
| Clt   | Équipe                | PJ | V  | D  | N  | BP  | BC  | Pts |
| ----- | --------------------- | -- | -- | -- | -- | --- | --- | --- |
| +001, | Bears de Hershey      | 72 | 34 | 30 | 8  | 276 | 248 | 76  |
| +002, | Kings de Springfield  | 72 | 31 | 33 | 8  | 247 | 276 | 70  |
| +003, | Reds de Providence    | 72 | 30 | 33 | 9  | 235 | 272 | 69  |
| +004, | Clippers de Baltimore | 72 | 28 | 34 | 10 | 236 | 255 | 66  |

| Clt   | Équipe                 | PJ | V  | D  | N  | BP  | BC  | Pts |
| ----- | ---------------------- | -- | -- | -- | -- | --- | --- | --- |
| +001, | Americans de Rochester | 72 | 38 | 25 | 9  | 273 | 233 | 85  |
| +002, | As de Québec           | 72 | 33 | 28 | 11 | 277 | 240 | 77  |
| +003, | Bisons de Buffalo      | 72 | 32 | 28 | 12 | 239 | 224 | 76  |
| +004, | Barons de Cleveland    | 72 | 28 | 30 | 14 | 236 | 255 | 70  |

- En gras : qualifiés pour les séries

### Meilleurs pointeurs
| Joueur           | Équipe                 | PJ | B  | A  | Pts | Pun |
| ---------------- | ---------------------- | -- | -- | -- | --- | --- |
| Simon Nolet      | As de Québec           | 70 | 44 | 52 | 96  | 45  |
| Bob Barlow       | Americans de Rochester | 72 | 43 | 52 | 95  | 72  |
| Jean-Guy Gendron | As de Québec           | 72 | 29 | 58 | 87  | 72  |
| André Lacroix    | As de Québec           | 54 | 41 | 46 | 87  | 18  |
| Mike Nykoluk     | Bears de Hershey       | 72 | 19 | 66 | 85  | 30  |
| Tom McCarthy     | Clippers de Baltimore  | 70 | 34 | 49 | 83  | 52  |
| Roger DeJordy    | Bears de Hershey       | 68 | 25 | 23 | 48  | 4   |
| Jim Paterson     | Barons de Cleveland    | 72 | 27 | 54 | 81  | 31  |

## Séries éliminatoires
Les trois premiers de chaque division sont qualifiés. Les matchs des séries sont organisés ainsi :
- La série entre les deux premières équipes de chaque division se joue au meilleur des sept matchs. Le vainqueur est qualifié directement pour la finale qui se joue également au meilleur des sept matchs.
- Le deuxième et le troisième de chaque division s'affrontent au meilleur des 5 matchs. Les vainqueurs se rencontrent ensuite également au meilleur des 5 matchs. Le gagnant dispute la finale[3].

### Tableau
|  | Premier tour | Premier tour | Premier tour   | Premier tour |            |            | Deuxième tour | Deuxième tour | Deuxième tour | Deuxième tour |  |  | Finale | Finale | Finale | Finale |
|  |              |              |                |              |            |            |               |               |               |               |  |  |        |        |        |        |
|  |              |              |                |              |            |            |               |               |               |               |  |  |        |        |        |        |
|  |              |              |                |              |            |            |               |               |               |               |  |  |        |        |        |        |
|  | Hershey      | Hershey      | 1              | 1            |            |            |               |               |               |               |  |  |        |        |        |        |
|  | Hershey      | Hershey      | 1              | 1            |            |            |               |               |               |               |  |  |        |        |        |        |
|  | Rochester    | Rochester    | 4              | 4            |            |            |               |               |               |               |  |  |        |        |        |        |
|  | Rochester    | Rochester    | 4              | 4            | Rochester  |            |               |               |               |               |  |  |        |        |        |        |
|  |              |              |                |              |            |            |               |               |               |               |  |  |        |        |        |        |
|  |              |              | Laissez-passer |              |            |            |               |               |               |               |  |  |        |        |        |        |
|  |              |              |                |              |            |            |               |               |               |               |  |  |        |        |        |        |
|  |              |              |                |              |            |            |               |               |               |               |  |  |        |        |        |        |
|  |              |              |                |              |            |            |               |               |               |               |  |  |        |        |        |        |
|  | Rochester    | Rochester    | 4              | 4            |            |            |               |               |               |               |  |  |        |        |        |        |
|  | Rochester    | Rochester    | 4              | 4            |            |            |               |               |               |               |  |  |        |        |        |        |
|  |              |              | Québec         | Québec       | 2          | 2          |               |               |               |               |  |  |        |        |        |        |
|  | Springfield  | Springfield  | Québec         | Québec       | 2          | 2          | 1             | 1             |               |               |  |  |        |        |        |        |
|  | Springfield  | Springfield  |                |              |            |            |               |               |               |               |  |  |        |        |        |        |
|  | Providence   | Providence   | 3              | 3            |            |            |               |               |               |               |  |  |        |        |        |        |
|  | Providence   | Providence   | 3              | 3            | Providence | Providence | 1             | 1             |               |               |  |  |        |        |        |        |
|  |              |              |                |              | Providence | Providence | 1             | 1             |               |               |  |  |        |        |        |        |
|  |              |              | Québec         | Québec       | 3          | 3          |               |               |               |               |  |  |        |        |        |        |
|  | Québec       | Québec       | Québec         | Québec       | 3          | 3          | 3             | 3             |               |               |  |  |        |        |        |        |
|  | Québec       | Québec       |                |              |            |            |               | 3             |               |               |  |  |        |        |        |        |
|  | Buffalo      | Buffalo      | 2              | 2            |            |            |               |               |               |               |  |  |        |        |        |        |
|  | Buffalo      | Buffalo      | 2              | 2            |            |            |               |               |               |               |  |  |        |        |        |        |
|  |              |              |                |              |            |            |               |               |               |               |  |  |        |        |        |        |

## Trophées

### Trophées collectifs
| Coupe Calder : Vainqueurs des séries                       | Americans de Rochester |
| Trophée F.-G.-« Teddy »-Oke : Champions de la division Est | Bears de Hershey       |
| Trophée John-D.-Chick : Champions de la division Ouest     | Americans de Rochester |

### Trophées individuels
| Trophée Les-Cunningham : Meilleur joueur de la saison                                 | Dave Creighton (Reds de Providence)      |
| Trophée John-B.-Sollenberger : Meilleur pointeur                                      | Simon Nolet (As de Québec)               |
| Trophée Dudley-« Red »-Garrett : Meilleure recrue                                     | Gerry Desjardins (Barons de Cleveland)   |
| Trophée Eddie-Shore : Meilleur défenseur de la saison                                 | Bill Needham (Barons de Cleveland)       |
| Trophée Harry-« Hap »-Holmes : Gardien ayant la plus petite moyenne de buts encaissés | Bobby Perreault (Americans de Rochester) |
| Trophée Louis-A.-R.-Pieri : Meilleur entraîneur de la saison                          | Vic Stasiuk (As de Québec)               |